# La Luz, Jalisco
La Luz är en ort i Mexiko.   Den ligger i kommunen Tototlán och delstaten Jalisco, i den centrala delen av landet, 400 km väster om huvudstaden Mexico City. La Luz ligger 1 542 meter över havet och antalet invånare är 145.
Terrängen runt La Luz är platt åt nordost, men åt sydväst är den kuperad. Runt La Luz är det ganska tätbefolkat, med 230 invånare per kvadratkilometer. Närmaste större samhälle är Ocotlán, 11,9 km sydväst om La Luz. Trakten runt La Luz består till största delen av jordbruksmark.